# Перекоси
Переко́си — село в Войнилівській громаді Калуського району Івано-Франківської області України, що знаходиться біля узгір'я Перекоси (353 м).

## Історія
Перша письмова згадка належить до 1787 року.
На околицях села виявлено крем'яні знаряддя праці доби неоліту.
У 1880 році було 636 мешканців у селі та 36 мешканців на довколишній території (всі греко-католиків, крім 30 римо-католиків), церква святого Миколая належала до греко-католицької парафії у селі Довгий Войнилів.
У 1939 році в селі проживало 1180 мешканців, з них 1020 українців, 135 поляків (здебільшого колоністи австрійських часів), 20 латинників і 5 євреїв.
Після приєднання Західної України до СРСР село ввійшло 17 січня 1940 р. до новоутвореного Войнилівського району. 
4 квітня 1944 року окружною боївкою разом з відділом «Гайдамаки» чисельністю 16 осіб здійснили акцію проти польських колоній між селами Перекоси і Протеси, в ході якої ліквідовано 20 осіб і спалено 30 господарств.
19 травня 1959 р. Войнилівський райвиконком ліквідував Перекосівську сільраду з приєднанням до Довговойнилівської сільради.

## Соціальна сфера
- Церква св. Архистратига Михайла (храмове свято 21 листопада) збудована 1890 року, пам'ятка архітектури місцевого значення № 779[4]. Австрійська армія конфіскувала в серпні 1916 р. у перекосівській церкві 6 дзвонів діаметром 74, 50, 45, 37, 33, 29 см, вагою 180, 50, 38, 22, 15, 11 кг, виготовлених у 1908, 1838, 1826, 1751, 1686, 1778 рр. Після війни польська влада отримала від Австрії компенсацію за дзвони, але громаді села грошей не перерахувала.[5]
- ФАП
- Народний дім
- Школа І ст[6]. на 70 учнівських місць
- 234 двори, 840 мешканців.

## Вулиці
У селі є вулиці:
- Зелена
- Коновальця
- Лесі Українки
- Миру
- Молодіжна
- Січових Стрільців
- Тараса Шевченка

## Люди
Народилися:
- Боднар Олег Ярославович (1947—2023) — український архітектор-дизайнер, педагог.